# Eleições municipais em Porto Velho em 1982
As eleições municipais em Porto Velho em 1982 ocorreram em 15 de novembro, como parte das eleições municipais no Brasil naquele ano nos 23 estados e nos  territórios federais do Amapá e Roraima. Sendo uma capital de estado, a cidade estava sob a vigência do Ato Institucional Número Três, motivo pelo qual elegeria apenas os 17 vereadores, pois o governador Jorge Teixeira manteve no cargo o prefeito Sebastião Valadares.

## Resultado da eleição para vereador
| Vereadores de Porto Velho   | Partido | Votação |
| --------------------------- | ------- | ------- |
| Raquel Cândido              | PMDB    | 3.382   |
| Sidrônio Timóteo e Silva    | PDS     | 1.709   |
| José Campelo Alexandre      | PDS     | 1.542   |
| Lucindo José Quintans       | PDS     | 1.323   |
| Odaisa Fernandes            | PMDB    | 1.274   |
| Elizabeth Badocha           | PMDB    | 1.166   |
| Marlene Gorayeb             | PDS     | 1.066   |
| Álvaro Costa                | PDS     | 1.044   |
| João Coelho                 | PDS     | 827     |
| José Afonso Florêncio       | PDS     | 814     |
| José Waldir Almeida Galvão  | PMDB    | 812     |
| Waldemar Pires Marinho      | PDS     | 803     |
| Vivaldo Garcia              | PMDB    | 789     |
| Assis dos Anjos Souza       | PDS     | 756     |
| João Paulo das Virgens Lima | PDS     | 700     |
| Daniel Soares Nascimento    | PMDB    | 639     |
| José Guedes                 | PMDB    | 567     |
| Fontes:                     |         |         |